# Histoire des civilisations de l'Asie centrale
En 1976, la Conférence générale de l'UNESCO a donné les moyens à son Directeur général d’entreprendre un nouveau projet intitulé l’Histoire des civilisations de l’Asie centrale, projet régional faisant suite à la publication, en 1968, de l'Histoire du développement scientifique et culturel de l’humanité communément appelée l’Histoire de l’humanité. De manière générale, l’Histoire des civilisations de l’Asie centrale fait partie de la collection des Histoires générales et régionales de l'UNESCO. 

## Principaux thèmes et objectifs
L’un des objectifs principaux a été de chercher à découvrir l’influence commune qu’avaient pu connaître les multiples sociétés de l’Asie centrale, à travers l’étude de sources écrites, orales et archéologiques. En effet, cette région désigne un grand espace regroupant l’est de l'Iran, l’Afghanistan, le Pakistan, le Nord de l’Inde, la Chine de l’ouest (Xinjiang), la Mongolie, le sud de la Sibérie, le Kirghizstan, le Kazakhstan, le Tadjikistan, l’Ouzbékistan et le Turkménistan. Il s’agit d’une région à la typologie complexe, composée d’une grande variété d’identités culturelles et d’influences ayant subi des changements majeurs à travers les siècles et qui a connu de multiples mouvements de populations. Pourtant, l’Asie centrale correspond aussi à une réalité culturelle et historique clairement distincte. Or, ce patrimoine commun a eu tendance à être écarté des sujets de recherches historiques, en dépit d’une volonté des États indépendants la constituant de lever le voile qui a masqué pendant trop longtemps son histoire, les influences qu’elle a connues, l’activité marchande et intellectuelle dont elle a été le théâtre, sa culture florissante et la grande variété d’hommes qui l’ont composée. L’Histoire des civilisations de l’Asie centrale couvre pour la première fois le passé d’une région aux délimitations restées longtemps imprécises qui englobe un immense territoire et partage un patrimoine commun malgré la diversité des peuples qui l’ont modelé ou remodelé. 

## Histoire du projet
Supervisée par un Comité scientifique international de 19 membres jusqu’en 1991 puis de 16 après la disparition de l'Union soviétique, l’élaboration de l’Histoire des civilisations de l’Asie centrale a mobilisé dès 1980 plus de 200 savants et historiens des régions concernées et du monde entier. 
Au terme de ce travail, l’UNESCO a publié en 2005 six volumes en anglais attestant de la contribution de l’Asie centrale au patrimoine commun de l’humanité, couvrant une vaste période allant de la préhistoire jusqu’à nos jours. 

## Volumes
- Volume I : The Dawn of Civilization : Earliest times to 700 B.C.]

Directeurs du volume : A. Hasan Dani et V. M. Masson 

- Volume II : The Development of Sedentary and Nomadic Civilizations : 700 B.C. to A.D. 250

Directeur du volume : J. Harmatta 

- Volume III : The Crossroads of Civilization : A.D. 250 to 750

Directeur du volume : B. Litvinsky 

- Volume IV : The Age of Achievement : A.D. 750 to the End of the Fifteenth Century
  - Partie 1 : The Historical, Social and Economic Setting
  - Partie 2 : The Achievements

Directeurs du volume : M. S. Asimov et C. E. Bosworth 

- Volume V : Development in Contrast : from the Sixteenth to the Mid-nineteenth Century]

Directeurs du volume : C. Adle et I. Habib 

- Volume VI : Towards the Contemporary Period : From the Mid-nineteenth to the End of the Twentieth Century

Directeur du volume : C. Adle